# Aerotécnica AC-13
L'Aerotécnica AC-13 era un elicottero leggero monoturbina biposto prodotto dall'azienda spagnola Aerotécnica S.A. negli anni cinquanta.

## Progettazione e sviluppo
L'AC-13 è stato progettato dal francese Jean Cantinieau sulla base dei disegni del precedente Nord N.1750 Norelfe, e come altri suoi progetti ha la distintiva struttura portante a "spina dorsale" che la collega dall'alto alla fusoliera e che fornisce il supporto al motore. Il progetto verrà utilizzato per sviluppare il cinque posti Aerotécnica AC-14. I costi di sviluppo sono stati sostenuti dal governo spagnolo.